# Takahide Ishii
Takahide Ishii (石井 孝英 Ishii Takahide?,  Prefectura de Ibaraki, Japón, 3 de junio de 1993) es un actor de voz japonés, afiliado a With Line.

## Biografía
Ishii nació el 3 de junio de 1993 en la prefectura de Ibaraki, Japón. Asistió y se graduó del Tokyo Announce Gakuin Performing Arts College. Debutó en 2015 con un papel secundario en la serie de anime Million Doll. Ishii originalmente pertenecía la agencia Mouvement, pero fue transferido a su actual agencia, With Line, en 2016. Ishii también forma parte de la unidad &6allein, compuesta por otros actores de voz de la agencia.

## Filmografía

### Anime
2015
- Million Doll como Tarōmaru, hombre

2018
- Binan Kōkō Chikyū Bōei-bu Happy Kiss! como Nanao Wakura[2]

2019
- Dimension High School como Junpei Shiroyama[3]

### Videojuegos
2017
- Teru Hoshi no Rebellion como Toshiie Maeda, Charlemagne

2018
- Otome Ken Musashi como Shichirō Yoshioka
- Kuro no Kishidan: Knights Chronicle como Cain
- A3! como Keita Yano, varios
- Komegami Mero Mero Recipe: Ai no Asedaku Restaurant como Kabe-don
- Spinning Logic como Yū Yotsutsuji
- Fight League como Tsukasa Neko
- Grand Samanaz como Ruda

2019
- Kaikan Phrase Climax: Next Generation como Hokuto Hīragi[4]

### Radio
- Binan Kōkō Chikyū Bōei-bu Happy Kiss! (2018, Osaka Broadcasting Corporation) como Nanao Wakura
- Septet Chords 〜Radio Konzert〜 (2018, HiBiKi Radio Station)
- Dimension High School: Hōkago Jishū-shitsu (2018, Niconico)